# Armand Penverne
Armand Penverne (Pont-Scorff, Francia, 26 de noviembre de 1926-Marsella, Francia, 27 de febrero de 2012) fue un jugador y entrenador de fútbol francés. En su etapa como jugador profesional se desempeñaba como defensa o centrocampista.

## Selección nacional
Fue internacional con la selección de fútbol de Francia en 39 ocasiones y convirtió 2 goles. Formó parte de la selección que obtuvo el tercer lugar en la Copa del Mundo de 1958.

### Participaciones en Copas del Mundo
| Mundial                        | Sede   | Resultado      | Partidos | Goles |
| ------------------------------ | ------ | -------------- | -------- | ----- |
| Copa Mundial de Fútbol de 1954 | Suiza  | Fase de grupos | 1        | 0     |
| Copa Mundial de Fútbol de 1958 | Suecia | Tercer lugar   | 6        | 0     |

## Clubes

### Como jugador
| Club                | País    | Año       |
| ------------------- | ------- | --------- |
| Stade de Reims      | Francia | 1947-1959 |
| Red Star Saint-Ouen | Francia | 1959-1960 |
| Limoges FC          | Francia | 1960-1962 |

### Como entrenador
| Club                  | País    | Año       |
| --------------------- | ------- | --------- |
| Olympique de Marsella | Francia | 1962      |
| ES La Ciotat          | Francia | 1963-1964 |

## Palmarés

### Campeonatos nacionales
| Título                  | Club           | País    | Año  |
| ----------------------- | -------------- | ------- | ---- |
| Division 1              | Stade de Reims | Francia | 1949 |
| Supercopa de Francia    | Stade de Reims | Francia | 1949 |
| Copa de Francia         | Stade de Reims | Francia | 1950 |
| Division 1              | Stade de Reims | Francia | 1953 |
| Copa Charles Drago      | Stade de Reims | Francia | 1954 |
| Division 1              | Stade de Reims | Francia | 1955 |
| Challenge des Champions | Stade de Reims | Francia | 1955 |
| Division 1              | Stade de Reims | Francia | 1958 |
| Copa de Francia         | Stade de Reims | Francia | 1958 |
| Challenge des Champions | Stade de Reims | Francia | 1958 |

### Copas internacionales
| Título      | Club           | Sede              | Año  |
| ----------- | -------------- | ----------------- | ---- |
| Copa Latina | Stade de Reims | Oeiras (Portugal) | 1953 |